# Maria Dantschewa
Maria Nikolajewa Dantschewa (bulgarisch Мария Данчева, englische Transkription: Maria Dancheva; * 4. Dezember 1995 in Pasardschik) ist eine bulgarische Volleyballspielerin.

## Karriere
Dantschewa begann im Alter von dreizehn Jahren mit Volleyball. Inspiriert wurde sie dazu, als sie ein Spiel der Männer-Nationalmannschaft im Fernsehen sah. In der Schule wurde sie dann von einem Talentscout entdeckt. Sie begann ihre Karriere in ihrer Heimatstadt bei Hebar Pasardschik. Zunächst spielte sie als Mittelblockerin, bevor sie später zum Diagonalangriff wechselte. Von Pasardschik ging Dantschewa zu ZSKA Sofia. 2013 wechselte sie zu VK Mariza Plowdiw. Dort wurde sie in ihrer ersten Saison Vizemeisterin. 2015 schaffte Plowdiw mit ihr das Double aus Meisterschaft und Pokal. In der folgenden Saison verteidigte der Verein den Meistertitel erfolgreich und stand erneut im Pokalfinale. 2017 und 2018 folgten zwei weitere Doubles. Außerdem spielte Dantschewa mit dem Verein 2016/17 sowie 2017/18 in der Champions League. 2018 wurde die bulgarische Nationalspielerin dann vom deutschen Bundesligisten Rote Raben Vilsbiburg verpflichtet. Ein Jahr später kehrte sie nach Plowdiw zurück.